# Братья Сафди
Джошуа Сафди (англ. Joshua Safdie; род. 3 апреля 1984) и Бенджамин Сафди (англ. Benjamin Safdie; род. 24 февраля 1986) — американские независимые кинематографисты, базирующиеся в Нью-Йорке и часто работающие над проектами вместе. Наиболее известны благодаря фильмам: «Хорошее время» с Робертом Паттинсоном и «Неогранённые драгоценности» с Адамом Сэндлером.

## Ранняя жизнь
Братья Сафди родились в Нью-Йорке, в семье Эми и Альберто Сафди. После развода родителей провели детство на два дома, попеременно проживая у отца в Квинсе и у матери с отчимом — на Манхэттене. Их отец — сирийский еврей, выросший во Франции и Италии; мать — ашкеназская еврейка. Внучатые племянники израильского архитектора Моше Сафди.
Сафди начали снимать фильмы в юном возрасте, вдохновленные своим отцом-кинолюбителем. Они оба окончили Колумбийскую грамматическую и подготовительную школу на Манхэттене, после чего поступили в Бостонский университет, где основали творческое объединение под названием Red Bucket Films вместе с Алексом Калманом, Сэмом Лизенко, Бреттом Юткевичем и Закарием Трейцем. Джош и Бенджамин окончили Колледж коммуникаций при Бостонском университете в 2007 и 2008 годах соответственно. Впоследствии тема развода родителей и связанная с этим жизнь на два дома стали источником вдохновения для их дальнейшей работы.

## Кинокарьера
В 2007 году Джош Сафди был нанят Энди Спейдом и Энтони Спердути для создания короткометражного фильма при участии Кейт Спейд. Джош сочинил небольшой сценарий о приключениях женщины-клептоманки. В итоге проект перерос в полнометражный художественный фильм. Элеонора Хендрикс, которая была соавтором сценария, сыграла в нём главную роль. Мировая премьера ленты под названием «Удовольствие быть ограбленным» состоялась в 2008 году на фестивале South by Southwest. Также кинокартина была показана в рамках независимой программы «Двухнедельник режиссёров» на Каннском кинофестивале 2008 года вместе с короткометражным фильмом «Знакомые одинокого Джона» Бенджамина Сафди.
Мировая премьера второго полнометражного фильма братьев Сафди, «Длинноногий папочка», также состоялась в «Двухнедельнике режиссёров» Каннского кинофестиваля, но уже годом позже и под новым названием — «Сходи за розмарином». Главную роль в ленте исполнил Рональд Бронштейн, который был крайне вдохновлён энтузиазмом молодых кинематографистов, в то время проживающих с отцом. В итоге Бронштейн получил премию «Актёрский прорыв» на церемонии Gotham Independent Film Awards 2010 года, а сам фильм был отмечен наградой имени Джона Кассаветиса кинопремии «Независимый дух».
Следующий работой братьев был документальный фильм под названием «Ленни Кук». Фильм был посвящён жизни одноимённого баскетболиста, когда-то подающего большие надежды игрока средней школы, прослеживая его путь от подросткового возраста до зрелости. Премьера документальной ленты состоялась в 2013 году на кинофестивале «Трайбека». В 2014 году братья Сафди выпустили драматический фильм «Бог знает что» силами собственной кинокомпании Elara Pictures. Фильм основан на реальной истории бывшей наркоманки Ариэль Холмс опубликованной в её мемуарах «Mad Love in New York City». Она же, в итоге, исполнила главную роль в этой ленте. Мировая премьера фильма состоялась на 71-м Венецианском международном кинофестивале. Помимо этого, он также демонстрировался на Международном кинофестивале в Торонто, Нью-Йоркском кинофестивале и Токийском международном кинофестивале.
В 2017 году Сафди сняли криминальную драму «Хорошее время», главную роль в котором исполнил Роберт Паттинсон, а в роли его умственно отсталого брата снялся сам Бенджамин (соавтором сценария выступил Бронштейн). В том же году фильм был отобран для участия в основной конкурсной программе Каннского кинофестиваля, где боролся за «Золотую пальмовую ветвь». Спустя два года Сафди срежиссировали ленту «Неогранённые драгоценности», в главной роли — Адам Сэндлер, а Мартин Скорсезе выступал в качестве исполнительного продюсера. Фильм был вдохновлен периодом, когда отец братьев Сафди работал в ювелирном магазине расположенном в так называемом «Бриллиантовом районе» на Манхэттене. Мировая премьера кинокартины состоялась на фестивале Telluride Film Festival. В том же году лента вышла в широкий прокат в США, получив высокие оценки от критиков и став одним из самых кассовых релизов кинокомпании А24.
В декабре 2017 года в The Hollywood Reporter появилась информация, что следующим проектом братьев Сафди будет ремейк фильма «48 часов». Сценарий для новой ленты был написан Джошем Сафди, Рональдом Бронштейном и Джерродом Кармайклом. В декабре 2019 года братья Сафди уточнили в интервью The A.V. Club, что фильм по-прежнему находится в производстве, но не будет прямым ремейком, так как их сценарий «перерос в не́что более оригинальное».
В 2023 году братья Сафди спродюсировали тру-крайм-телесериал «Телемаркетологи», «вскрывающую многие социальные проблемы историю непрофессиональной и комичной, но успешной гражданской журналистики».
В начале 2024 года Бенни Сафди дал интервью в котором заявил, что они с братом перестанут снимать фильмы вместе и будут развиваться как самостоятельные авторы. «Это естественный процесс развития, к которому мы стремимся», — отметил кинематографист, — «Я буду режиссером сам по себе и буду исследовать то, что мне хочется исследовать. Сейчас мне нужна эта свобода». При этом он опроверг слухи, что прекращает совместную работу с Джошем из-за ссоры. На вопрос по поводу его участия в их уже анонсированном совместном фильме с Адамом Сэндлером, Бенни ответил: «Я не знаю», подчеркнув, что его не привлекали к написанию сценария, а сам проект сейчас находится в подвешенном состоянии.

## Фильмография

### Полнометражные фильмы
| Название                      | Год  | Режиссёр     | Сценарист    | Продюсер | Оператор | Монтажёр     | Актёр |
| ----------------------------- | ---- | ------------ | ------------ | -------- | -------- | ------------ | ----- |
| Удовольствие быть ограбленным | 2008 | Джош         | Джош         | Джош     | Джош     | Джош и Бенни | Джош  |
| Сходи за розмарином           | 2009 | Джош и Бенни | Джош и Бенни | N/A      | Джош     | Джош и Бенни | Джош  |
| Ленни Кук                     | 2013 | Джош и Бенни | N/A          | N/A      | Джош     | Бенни        | N/A   |
| Бог знает что                 | 2014 | Джош и Бенни | Джош         | N/A      | N/A      | Бенни        | N/A   |
| Хорошее время                 | 2017 | Джош и Бенни | Джош         | N/A      | N/A      | Бенни        | Бенни |
| Неогранённые драгоценности    | 2019 | Джош и Бенни | Джош и Бенни | N/A      | N/A      | Бенни        | N/A   |
| Крушащая машина               | 2025 | Бенни        | Бенни        | N/A      | N/A      | N/A          | N/A   |
| Марти Суприм                  | 2025 | Джош         | Джош         | N/A      | N/A      | N/A          | N/A   |

### Короткометражные фильмы
| Название            | Год  | Режиссёр     | Сценарист | Продюсер | Оператор | Монтажёр | Актёр |
| ------------------- | ---- | ------------ | --------- | -------- | -------- | -------- | ----- |
| Goldman v Silverman | 2020 | Джош и Бенни | N/A       | N/A      | Джош     | N/A      | Бенни |

### В качестве актёров

#### Джош
| Год  | Фильм                            | Роль                 | Примечания                 |
| ---- | -------------------------------- | -------------------- | -------------------------- |
| 2006 | We’re Going to the Zoo           | Автостопщик          | Короткометражка            |
| 2006 | The Ralph Handel Story           | Режиссёр (голос)     | Короткометражка            |
| 2007 | The Back of Her Head             | Он                   | Короткометражка            |
| 2008 | The Pleasure of Being Robbed     | Джош                 |                            |
| 2008 | Yeast                            | Парень на реке       |                            |
| 2009 | Штурмуя Вудсток                  | Оператор док. фильма | Не указан в титрах         |
| 2009 | Daddy Longlegs                   | Крис                 |                            |
| 2009 | La corsa                         | Аллесандро           | Короткометражка            |
| 2013 | Lydia Hoffman Lydia Hoffman      | Брюс                 | Короткометражка            |
| 2013 | Hellaware                        | Владелец галереи     |                            |
| 2013 | Stand Clear of the Closing Doors | Боец                 |                            |
| 2015 | This Summer Feeling              | Томас                |                            |
| 2016 | Вместе                           | Брат Крэддока        | Эпизод: «Advanced Pretend» |
| 2016 | My Art                           | Том                  |                            |
| 2017 | Ezer Kenegdo                     | Леви                 |                            |